# Élite
Pour les articles homonymes, voir Elite.
 (décembre 2010).
 (novembre 2017).
Si vous disposez d'ouvrages ou d'articles de référence ou si vous connaissez des sites web de qualité traitant du thème abordé ici, merci de compléter l'article en donnant les références utiles à sa vérifiabilité et en les liant à la section « Notes et références ».
L'élite est d'une part ce qu'il y a de meilleur parmi un ensemble de choses ou de personnes ou, de l'autre, la minorité qui dans toute société exerce le pouvoir et concentre les ressources matérielles et symboliques.
Dans son acception première, le terme d'élite superpose les notions de meilleur et d'élection. Elle est la discrimination d'une partie au sein d'un tout en raison de qualités intrinsèques jugées supérieures.
Dans son sens second, l'élite est la minorité d'individus qui dans une société donnée exerce le pouvoir quelles que soient ses qualités propres. L'élite est alors associée à l'idée de privilège et symbolise le caractère profondément inégalitaire, au sens d'injuste, des sociétés contemporaines.
Avec un sens critique, on nomme parfois l'élite occidentale establishment, à comparer à la notion de nomenklatura dans l'ancien bloc communiste. Le terme « élite » est souvent confondu avec les expressions « classe dominante », « classe dirigeante », « couche supérieure », qui pourtant ressortent de traditions de pensées différentes.

## Histoire de l'idée d'«élite»

### Étymologie
Le terme d'élite vient de l'ancien français eslit, participe passé du verbe elire, lui-même dérivé du verbe latin eligere, signifiant extraire, choisir. L'élite désigne alors la sélection de ce qu'il y a de meilleur parmi un ensemble de choses ou de personnes. Le terme a un sens actif. Il s'agit de faire un choix comme l'indique la première occurrence du mot sous la plume de Chrétien de Troyes au XIIe siècle, « a vostre eslite », c'est-à-dire « à votre choix ».  
Au XVIe siècle, le Dictionnaire de l'Académie française distingue ce qui mérite d'être choisi de l'opération de sélection elle-même. Toutefois, de plus en plus, l'élite tend à se confondre avec les qualités supérieures des choses ou des personnes choisies. Les expressions « soldats d'élite » ou « troupes d'élite », encore en vigueur de nos jours, désignent à la fois une sélection parmi les soldats et les meilleurs d'entre eux.  

### L'élite sociale
L'élite au sens social, c'est-à-dire le groupe de personnes distinguées par des qualités supérieures, se développe au cours du XVIIIe siècle français. Si l'association avec l'armée est la plus fréquente, le terme désigne de plus en plus souvent les franges de la population aux mérites exceptionnels, tels « l'élite de la jeunesse », « l'élite des écrivains », les « esprits d'élite ». Durant la Révolution, le terme prend des connotations plus politiques pour qualifier les députés des États généraux ou de l'Assemblée nationale, qui sont considérés comme l'élite de la nation.  
Au XIXe siècle, sans cesser de signifier la sélection des meilleures choses, l'élite désigne de plus en plus souvent les personnes les plus talentueuses, les plus intelligentes ou les plus vertueuses et qui, pour ces raisons, sont destinées à guider l'ensemble de la société. Pour Auguste Comte, c'est l'élite qui permet à l'humanité de passer d'un âge à un autre. C'est au nom de la nécessité de doter la France d'une élite compétente après la défaite de Sedan qu'Émile Boutmy fonde l'École libre de sciences politiques. L'élite n'est alors pas définie par l'exercice du pouvoir mais par ses qualités intrinsèques qui la disposent naturellement à prendre le commandement de la société,. Jusqu'à la Première Guerre mondiale, l'élite est toujours conçue dans une vision extrêmement positive.

### La conception américaine de l'élite
Ce n'est qu'au milieu du XXe siècle, sous l'impulsion de la sociologie américaine, que l'élite est définie par l'exercice du pouvoir quelles que soient les qualités propres de ses membres. L'élite devient, alors, la minorité qui de tout temps et en tout lieu commande à la majorité. Elle revêt, du même coup, un caractère problématique nouveau pour les sociétés démocratiques, car si l'élite existe de facto, indépendamment du suffrage universel, elle est par nature illégitime. Certains sociologues américains, dont James Burnham ou Robert A. Dahl, développent alors une vision pluraliste de l'élite, justifiant un passage progressif au pluriel. La diversité des élites est la cause de leur dissension et la raison pour laquelle elles doivent se tourner vers la population pour trouver des soutiens. Leur quête d'alliés fait qu'elles ne peuvent totalement ignorer la masse et doivent, au contraire, se montrer attentives à ses intérêts,. D'autres sociologues plus radicaux, à l'instar de Floyd Hunter et C. Wright Mills, contestent cette division des élites et affirment au contraire leur unité, remettant en cause la pleine efficacité de la démocratie américaine,.  
Toutefois, l'idée suivant laquelle l'élite est définie par l'exercice du pouvoir n'est remise en cause ni par un camp, ni par l'autre. Cet accord implicite contribuee à implanter durablement la conception américaine de l'élite au sein de la sociologie et au-delà. La dimension morale attachée à la notion d'élite est désormais inversée : de bonne par nature, l'élite devient a minima suspecte.     

## Les élites ou l'élite du pouvoir
Aujourd'hui, l'élite désigne l'occupation d'une position enviable. « Les élites », au pluriel, est une expression construite par la sociologie contemporaine pour expliquer les transformations politiques des sociétés développées dans une perspective non marxiste. L'utilisation du syntagme « élites » « permet d'embrasser, sous un concept plus abstrait, les divers types de groupes dirigeants ou dominants qui se sont succédé […] et dont les appellations datées ont changé au fil des régimes. [Surtout, il rappelle] la forme plurielle des groupes en lutte dans le champ du pouvoir et leur légitimité en permanence contestée. »
La thèse marxiste éclaire d'une certaine façon l'analyse des situations de pouvoir dans la société. C'est une lecture fondée sur une analyse économique, qui nie la spécificité du politique. Le fait de détenir les leviers de la machine économique confère à la classe qui les détient l'accès au pouvoir politique (au sens de la maîtrise de l'appareil d'état). L'État ne peut être un arbitre, il est seulement un moyen de domination politique entre les mains des détenteurs du pouvoir économique. Le pouvoir économique est concentré dans les mains d'un petit nombre de familles qui possèdent les moyens de production et transmettent par héritage ces moyens et le pouvoir politique. Le pouvoir n'appartient qu'en apparence aux élus, en réalité il est aux mains des milieux d'affaires. L'ensemble des hiérarchies sociales, économique, politique se confond en une seule classe qui, grâce au contrôle de l'appareil d'État, exploite le reste de la nation et retire de cette exploitation un bénéfice matériel mais aussi des honneurs et des privilèges.
C'est contre cette grille là que s'est construite la thématique des élites. En particulier, les travaux de Vilfredo Pareto (Traité de sociologie générale, 1917) vont réfuter cette analyse marxiste. Les deux postulats du raisonnement marxiste (l'économie régit les rapports des classes sociales, l'idéologie d'une société est celle de sa classe dominante) sont contestés par Pareto. Il affirme que l'économie ne régit pas les rapports des classes sociales ; lui-même est venu à la sociologie justement parce que l'économie n'explique pas tout. Les faits économiques eux-mêmes ne s'expliquent pas uniquement à partir de l'économie.
Pareto élabore la thèse de la dépendance mutuelle : il construit une grille originale pour expliquer de quelle façon des mécanismes psychologiques expliquent les réalités sociales. Pour lui, le problème de la circulation des élites ne se réduit pas à une lutte des classes simplifiée. Ce qui compte avant tout, c'est un ensemble de schémas préexistants : l'instinct de combinaison (faculté de s'adapter) et la persistance des agrégats (fait d'être tributaire du passé).
L'analyse de Vilfredo Pareto est socio-caractérologique et doit peu à la grille économique. Pareto est convaincu qu'il y a circulation, dans toute société, d'une classe à l'autre (plus ou moins lente) qui favorise la mobilité sociale. Pour Pareto, toutes les sociétés sont élitistes ; seul le style peut varier : « les élites, qu'elles utilisent la ruse, la violence, n'ont d'autre fin que de perpétuer leur domination ». La démocratie parlementaire elle-même n'est qu'une ruse caractéristique de ce qu'il appelle la « Ploutocratie Démagogie ».
On peut également situer dans ce registre l'analyse des situations de pouvoir aux États-Unis (C. Wright Mills, The Power Elite). Pour l'auteur; il y a une seule élite, qui présente la particularité de contrôler les trois institutions qui dominent l'État et la société (en circulant entre elles) : le politique, le militaire et l'économique. Les individus qui dirigent ces institutions forment ce qu'il appelle « le triangle du pouvoir ». Ils concentrent un pouvoir de décision propre à leur domaine d'importance nationale et détiennent ainsi un certain pouvoir d'influence sur la société.

## Essai de typologie des élites dans les sociétés contemporaines

### Élites managériales
Les élites managériales sont les décideurs dans l'entreprise (managers chez les Anglo-saxons). Leur apparition est décrite dans l'ouvrage The managerial revolution de James Burnham (1941), traduit en français en 1947 sous le titre L'Ère des organisateurs.
La thèse développée dans cet ouvrage montre que l'époque contemporaine est une transition entre deux types de sociétés : la société capitaliste et la société « managériale » : la complexité croissante des économies contemporaines donne naissance à une élite de managers. Ces managers ne vont pas tarder à se constituer en classe avec ses intérêts et privilèges, entraînant une révolution car le contrôle qu'ils exercent sur les instruments de production en fera tôt ou tard les maîtres de l'État (idée qui rejoint la grille marxiste).
Le New Deal est caractéristique de cette idéologie directoriale, puisque le Président des États-Unis s'entoure de décideurs en matière économique qui s'arrogent le pouvoir politique. L'Allemagne national-socialiste a laissé le pouvoir aux chefs d'entreprises qui dictent leurs conditions aux pouvoirs (entrevues de Hitler avec le patronat allemand avant son élection). Dans l'URSS stalinienne, la planification est décidée par un petit groupe qui s'opposera au pouvoir de Staline. Il y a un trait commun entre ces différents modèles de sociétés : l'auteur considère qu'il y a une marche irrésistible, et que la planète verra tôt ou tard une nouvelle répartition des forces. Il prédit la création de trois super-États qui domineront la terre, où l'élite managériale détiendra le pouvoir : l'Amérique, l'Europe et le monde asiatique.

### Élites administratives
Il y a une continuité du système administratif français : sur ce point, la Révolution n'a rien changé. Ce système est né avec la monarchie absolue et a été renforcé par le Consulat et le Premier Empire. Il comporte deux aspects caractéristiques : une centralisation de l'appareil d'État, et un interventionnisme actif dans l'économie.
Si la France apparaît inconstante sur le plan constitutionnel, l'administration montre une continuité : les traits du système administratif actuel ont été façonnés dès le XIXe siècle. La classe politique reçoit une formation juridique et administrative (République des avocats entre 1870 et 1914, des professeurs dans l'entre-deux guerres). Les agents publics des grands corps de l'État sont issus des promotions homogènes de Polytechnique ou de l'ENA et se dirigent après la Seconde Guerre mondiale par exemple vers le ministère des Finances ou le Conseil d'État. Bourdieu parlera de « noblesse d'État ».

### Élites intellectuelles
Généralement, le terme d'élites intellectuelles désigne d'une part les auteurs d'ouvrages de recherches et de réflexions édités par des maisons d'édition reconnues, d'autre part les professions intellectuelles supérieures : enseignants des cycles supérieurs titulaires du doctorat ou de l'agrégation.
Ces critères ne prennent cependant en compte qu'une partie des élites intellectuelles, la partie officiellement reconnue. En effet, la particularité de ces dernières est d'être difficilement quantifiables en ce sens où être un intellectuel ne nécessite ni un diplôme d'enseignement ni la publication d'ouvrages par une maison d'édition.

### Élites «traditionnelles»
Les élites dites traditionnelles sont les familles de l'ancienne noblesse voire de la haute bourgeoisie d'Ancien Régime où certaines valeurs, traditions et art de vivre servent de « codes ». Cette élite est la seule à pouvoir prétendre être une caste car elle est uniquement basée sur la filiation et sur le fait qu'elle trouve son origine dans la France d'Ancien Régime.

## Rapports entre élites et démocratie
La notion d'élite implique nécessairement l'idée d'une supériorité : en prestige, richesse, pouvoir, au bénéfice de minorités, alors que la démocratie paraît supposer l'égalité générale des statuts. Quand le qualificatif « élitiste » devient péjoratif, peut-il y avoir compatibilité entre l'idéal démocratique et l'existence d'élite ?
Deux approches sont possibles. Tout d'abord, il est possible de considérer que la notion d'élite n'est pas incompatible avec la démocratie, pour deux raisons principales :
- La démocratie se caractérise non par le refus de clivages, mais par un mode de sélection de ces clivages : question du recrutement : la démocratisation est féconde quand elle change la distance entre l'élite et la masse anonyme et vagabonde. Le recrutement se fonde sur les compétences (concours). Dans ce cas on ne peut pas parler d'héritage, ni de distanciation entre les élites et le reste du corps social.
- Il existe une diversité extrême des élites, qui constitue une garantie contre la domination de la société par une élite unique (c'est l'analyse de Raymond Aron).

La thèse inverse consiste à considérer qu'il y a une domination des élites, d'un groupe dominant qui se répartit entre les grands centres du pouvoir : politique, économique, militaire (c'est la thèse de Wright Mills, évoquée plus haut). Le pouvoir dans la société moderne est fondamentalement institutionnalisé ; certaines institutions sont centrales (dans le cas de la société américaine : exécutif fédéral, grandes affaires, institution militaire), d'autres non. Il existe des liens étroits entre ces trois grandes institutions, ce qui fait que les élites y sont interchangeables. Cette thèse souligne implicitement que le pouvoir dans les sociétés développées n'est pas l'attribut de personnes, de familles, de classes, mais d'institutions (ce qui remet en cause l'analyse marxiste). Mais il y a concentration du pouvoir : « le pluralisme serait une composante du mythe libéral ».

### Élite et hiérarchisation des sociétés
Les sociétés développées qui acceptent la domination des élites sont-elles inégalitaires par-là même ? On se pose déjà la question dans la Cité grecque : dans La République, Platon, examinant la Cité modèle, considère que celle-ci doit être hiérarchisée (Platon précise tout de même qu'aucune de ces catégories n'est plus importante que l'autre, l'élitisme et la hiérarchie sont chez lui sans liens). Il différencie trois échelons sociaux l'artisanat et le commerce (ventre), les gardiens (guerriers : cœur), les chefs (philosophes : tête).
Pour rester une, malgré la hiérarchie, la Cité doit respecter certaines conditions (planification culturelle et fonctionnelle par castes, imposition d'une théologie et de mythes sous contrôle des philosophes afin d'atteindre par l'enseignement l'idée de justice qui doit profiter au plus faible sans être dommageable à personne).
Une autre analyse est développée par Georges Dumézil : il y aurait dans toutes les sociétés indo-européennes une répartition en trois fonctions hiérarchisées de l'ensemble des activités humaines : production des richesses, exercice de la violence, souveraineté spirituelle. Ironiquement, ce schéma ressurgit dans le communisme, alors que le projet initial se veut égalitaire.[réf. nécessaire]
Il y a différentes perceptions du terme « égalité » :
- égalité naturelle : celle de l'humanisme et de la chrétienté : tout homme porte en lui la forme entière de l'humaine condition (Montaigne) ;
- égalité civile : égalité des droits dans la cité (article 1 de la Déclaration des droits de l'homme et du citoyen) ;
- égalité politique : elle n'est pas toujours liée à la précédente. Ce sont les droits du citoyen dans la participation aux affaires publiques (suffrage universel, égalité d'accès aux fonctions électives) ;
- égalité sociale/matérielle : aspiration à une égalité dans les conditions matérielles d'existence. Toutes les sociétés développées tendent vers l'idée de faire disparaître les inégalités les plus fortes. Son aboutissement suprême, dans le cadre marxiste, serait la société sans classe.

La révolution de 1789 apporte l'égalité civile. La révolution russe de 1917 apparaît comme la suite d'une révolution inachevée en 1789 (quête de l'égalité sociale). Aujourd'hui on songe davantage à la méritocratie qu'à l'égalitarisme strict et arithmétique.

### Faillite de l'élitisme démocratique?
L'appétit pour le pouvoir ne disparaît pas avec la fiction égalitaire ; nos sociétés développées ont conçu des techniques artificielles d'élévation sociale.
Ces techniques sont de deux types : matérielles, fondées sur les biens possédés, et intellectuelles, fondées sur l'instruction (droit). L'hyperconcentration des moyens est la fin poursuivie, au point que la mise en œuvre de ces techniques revient à appartenir à l'élite ; posséder les moyens, c'est posséder la fin.
1. Les techniques matérielles
2. Les techniques intellectuelles sont celles reposant sur le savoir et l'instruction. La première tentation de l'intellectualisme, c'est l'abstraction. Des jargons de spécialités - des technolectes - se créent, en économie, sociologie, philosophie : il y a une tendance à forger des termes nouveaux, si bien qu'il est impossible de lire des revues spécialisées sans connaître les clés. Lorsque la culture se byzantinise elle met un terme à son objet immédiat : l'échange.

Jacques Julliard observe cette rupture entre la fonction de l'intellectuel et l'image qu'il suscite. L'idéal défini par Condorcet (Esquisse d'un tableau historique des progrès de l'esprit humain (1795), Cinq Mémoires sur l'instruction publique (1791-1792])), selon lequel l'acquisition du savoir est le moyen principal de hisser l'humanité, et où l'école est dans cette perspective le moyen privilégié d'ascension sociale, a été perverti. Pour Julliard ceci a fonctionné sous la IIIe et jusqu'à l'entre-deux guerres. Aujourd'hui cela ne fonctionne plus, car « l'alliance des hommes de science et des prolétaires » s'est brisée, alors qu'elle était fondamentale. Pour Julliard (reprenant Auguste Comte) le savant est un prolétaire systématique : il ne peut pas ne pas dire ce qu'il sait au plus grand nombre. En même temps le prolétaire est un savant spontané. Il y a donc une alliance objective, l'un fait avancer l'autre, l'irruption du savoir fait avancer l'histoire grâce aux récipiendaires de ce savoir. L'école laïque ne remplit plus cette fonction, par surcroît il y a une captation de l'instruction au bénéfice d'une noblesse d'état qui n'est pas le lieu de la promotion sociale.
Pour le philosophe Olivier Rey, le peuple souffre de l'absence d'une authentique élite.
Dans son livre Les Deux clans, le journaliste économiste britannique David Goodhart analyse la montée des populismes dans les années 2010 (victoire de Donald Trump, Brexit, etc.) à l'aune d'un processus de révolte des perdants de la mondialisation contre les gagnants. Il appelle les premiers les Somewheres (« ceux de quelque part ») et les seconds les Anywheres (« ceux de n'importe où »). Les premiers sont marqués par un certain attachement à leur territoire, leur communauté et à des valeurs, souffrant du cadre socio-économique et pouvant vivre une crise identitaire, quand les seconds, les « élites libérales-libertaires », sont économiquement et socialement, ouverts sur le monde. Il voit naître cette scission, dans le monde occidental, notamment à la suite des politiques de Ronald Reagan et de Margaret Thatcher dans les années 1980, en plus du libéralisme social et culturel émergeant dans les années 1960. Il note cependant que les frontières entre ces deux groupes sont poreuses (et ne se confondent pas avec le clivage gauche/droite) et que dans chacun, les plus favorisés et les plus défavorisés sont minoritaires. Pour l'auteur, « le plus grand défi pour la prochaine génération est la création d'une nouvelle règle du jeu politique entre Anywheres et Somewheres qui prendrait en compte de manière plus équitable les intérêts et les valeurs des Somewheres sans écraser le libéralisme des Anywheres ».

## Citation
- « Les pensées de la classe dominante sont aussi, à toutes les époques, les pensées dominantes », Karl Marx, L'Idéologie allemande.
- « L'aristocratie a trois âges successifs : l'âge des supériorités, l'âge des privilèges et l'âge des vanités. Sortie du premier, elle dégénère dans le second et s'éteint dans le dernier », Chateaubriand (1803-1846), Mémoires d'outre-tombe.

#### Afrique
- Sylvain C. Anignikin, « Les élites africaines et l'indépendance : le cas des « évolués » du Dahomey (Bénin) », in Outre-mers, tome 97, nos 368-369, 2e semestre 2010, in Catherine Coquery-Vidrovitch et Hélène d'Almeida-Topor (dir.), Cinquante ans d'indépendances africaines, p. 21-35, [lire en ligne].
- Jean-Pascal Daloz (dir.), Le (non-)renouvellement des élites en Afrique subsaharienne, Centre d'étude d'Afrique noire, Talence, Institut d'études politiques, Université Montesquieu, 1999, 230 p.  (ISBN 2-908065-48-7)
- Mathieu Petithomme, Les élites postcoloniales et le pouvoir politique en Afrique subsaharienne. La politique contre le développement, L'Harmattan, 2009, 312 p.  (ISBN 9782296219915)

#### Europe
- Éric Anceau, Les Élites françaises. Des Lumières au grand confinement, éd. Passé Composé, 2020.
- Hervé Joly, Formation des élites en France et en Allemagne, CIRAC, 2005, 228 p.
- Éric Mension-Rigau, L'Enfance au château. L'éducation des élites françaises au vingtième siècle, Rivages-Payot, 1990, 317 p.
- Ezra N. Suleiman, Les élites en France : grands corps et grandes écoles, Paris, Seuil, 1979.
- Nicolas Bauquet et François Bocholier, Le communisme et les élites en Europe centrale, Presses universitaires de France, 2006, 378 p.